# (38442) Szilárd
(38442) Szilard  es un asteroide perteneciente al cinturón de asteroides, descubierto el 24 de septiembre de 1999 por Krisztián Sárneczky y Gyula M. Szabó desde la Estación Piszkéstető, en Hungría.

## Designación y nombre
Szilard se designó inicialmente como 1999 SU6.
Más adelante fue nombrado en honor al físico estadounidense de origen húngaro Leó Szilárd (1898-1964).

## Características orbitales
Szilard orbita a una distancia media del Sol de 2,9032 ua, pudiendo acercarse hasta 2,6874 ua y alejarse hasta 3,1189 ua. Tiene una excentricidad de 0,0743 y una inclinación orbital de 0,8896° grados. Emplea en completar una órbita alrededor del Sol 1806 días.

## Características físicas
Su magnitud absoluta es 14,1. Tiene 4,619 km de diámetro. Su albedo se estima en 0,208.